# خورزان (قهاب رستاق)
خورزان (بالفارسية: خورزان) هي مستوطنة تقع في إيران في قسم قهاب رستاق الريفي. يقدر عدد سكانها بـ 398 نسمة .